# Milvia Boselli
Anna Milva Boselli, nota Milvia Boselli (Reggio nell'Emilia, 21 settembre 1943), è una politica italiana.

## Biografia
Viene eletta alla Camera dei deputati nelle file del PCI nel 1983 e viene riconfermata anche dopo le elezioni del 1987. In seguito alla svolta della Bolognina, aderisce al Partito Democratico della Sinistra e poi ai Democratici di Sinistra.
Candidata al Senato alle elezioni politiche del 2001 nel collegio uninominale di Cittadella per L'Ulivo, viene sconfitta dal candidato di centrodestra. Nel 2004 diviene consigliera comunale per i DS a Padova, ricoprendo il ruolo di presidente del Consiglio Comunale. Viene rieletta consigliera anche nel 2009 nelle file del PD.
Milvia è anche una biologa, dal 1976 iscritta all'Ordine Professionale, tuttora in prima fila per promuovere la figura del biologo nella società. Dal 2022, ricopre la carica di Presidente dell'Associazione Biologi del Veneto per la promozione scientifica.

## Opere
- (insieme a Alberto Baroni e Gianumberto Caravello), L'Everest tra sogno, avventura e scienza. Vent'anni di ricerche in Nepal. Conversazione con Aldo Comello, Editore CLEUP, 2014